# Арета Франклин
Арета Луис Франклин (на английски: Aretha Louise Franklin, МФА: /əˈriθə/) е американска певица, пианистка и композитор. Наричат я Кралицата на соула (The Queen Of Soul) или Госпожа Соул (Lady Soul). 
Нареждана е сред основните фигури в соул музиката. Работи също и в стилове джаз и ритъм енд блус, както и в традиционния за афроамериканците госпъл. В репертоара ѝ има многобройни дуети съвместно с изпълнители, като Луис Армстронг, Лучано Павароти, Джордж Майкъл, Ани Ленъкс и др.
Родена е на 25 март 1942 г. Започва кариерата си още като дете, когато е госпъл певица при баща си Си Ел Франклин, който е пастор. През 1960 г., когато е на 18, записва за Кълъмбия Рекърдс със скромен успех. Подписва с Атлантик Рекърдс през 1967 г. и постига комерсиално уважение и успех с песни, като Respect, (You Make Me Feel Like) A Natural Woman и Think. Тези и други хитове ѝ помагат да получи титлата Кралицата на соула в края на 60-те.
Франклин записва общо 88 сингли, които намират място в класациите на Билборд, включително 77 постъпления в Хот 100 и 22 номер едно ритъм енд блус сингъла, превръщайки се в най-успешната жена творец в историята на класацията. Франклин също така записва успешни албуми, като I Never Loved a Man the Way I Love You, Lady Soul, Young, Gifted & Black и Amazing Grace, преди да се натъкне на проблеми със звукозаписната си компания в средата на 70-те. Баща ѝ е застрелян през 1979 и Франклин напуска Атлантик, подписвайки с Ариста Рекърдс. Намира поле за изява също в киното, като се снима в музикалния филм „Блус Брадърс“ („The Blues Brothers“, 1980). През 1998 г. пее оперната ария Nessun Dorma на наградите Грами, като заменя Лучано Павароти. По-късно същата година тя записва последния си Топ 40 хит с A Rose Is Still a Rose.

## Дискография
Студийни албуми
- Aretha: With The Ray Bryant Combo (1961)
- The Electrifying Aretha Franklin (1962)
- The Tender, the Moving, the Swinging Aretha Franklin (1962)
- Laughing on the Outside (1963)
- Unforgettable: A Tribute to Dinah Washington (1964)
- Runnin' Out of Fools (1964)
- Yeah!!! (1965)
- Soul Sister (1966)
- Take It Like You Give It (1967)
- I Never Loved a Man the Way I Love You (1967)
- Aretha Arrives (1967)
- Lady Soul (1968)
- Aretha Now (1968)
- Soul '69 (1969)
- Soft and Beautiful (1969)
- This Girl's in Love with You (1970)
- Spirit in the Dark (1970)
- Young, Gifted & Black (1972)
- Hey Now Hey (The Other Side of the Sky) (1973)
- Let Me in Your Life (1974)
- With Everything I Feel in Me (1974)
- You (1975)
- Sparkle (1976, саундтрак)
- Sweet Passion (1977)
- Almighty Fire (1978)
- La Diva (1979)
- Aretha (1980)
- Love All the Hurt Away (1981)
- Jump to It (1982)
- Get It Right (1983)
- Who's Zoomin' Who? (1985)
- Aretha (1986)
- Through the Storm (1989)
- What You See Is What You Sweat (1991)
- A Rose Is Still a Rose (1998)
- So DamSo Damn Happy (2003)
- This Christmas, Aretha (2008)
- Aretha: A Woman Falling Out of Love (2011)
- Aretha Franklin Sings the Great Diva Classics (2014)

## Филмография
- 1972: Black Rodeo (документален)
- 1980: Блус Брадърс (като мисиз Мърфи)
- 1990: Listen Up: The Lives of Quincy Jones (документален)
- 1998: Blues Brothers 2000 (като мисиз Мърфи)
- 2003: Tom Dowd & the Language of Music (документален)
- 2012: The Zen of Bennett (документален)
- 2013: Muscle Shoals (документален)
- 2018: Amazing Grace (документален)
- 2021: Genius (докудрама)
- 2021: Респект